# (9598) 1991 UQ
A (9598) 1991 UQ a Naprendszer kisbolygóövében található aszteroida. Ueda Szeidzsi és Kaneda Hirosi fedezte fel 1991. október 18-án.